# Bình Sơn, Kim Bôi
Bình Sơn là một xã thuộc huyện Kim Bôi, tỉnh Hòa Bình, Việt Nam.
Xã Bình Sơn có diện tích 15,56 km², dân số năm 1999 là 2339 người, mật độ dân số đạt 150 người/km².